# نیکولا روفونی
نیکولا روفونی (ایتالیایی: Nicola Ruffoni؛ زادهٔ ۱۴ دسامبر ۱۹۹۰) دوچرخه‌سوار اهل ایتالیا است.

## باشگاهی
از باشگاه‌هایی که در آن رکاب زده‌است می‌توان به باردیانی–سی‌اس‌اف اشاره کرد.